# Хлебович, Владислав Вильгельмович
Владисла́в Вильге́льмович Хлебо́вич (27 февраля 1932 — 23 февраля 2024) — советский и российский биолог, лауреат премии имени Е. Н. Павловского (2008), действительный член РАЕН.

## Биография
Родился 27 февраля 1932 года в семье заместителя директора по научной части Воронежского заповедника Вильгельма Казимировича Хлебовича и наблюдателя метеостанции Веры Михайловны Хлебович (урождённой Лопыревой). С серебряной медалью окончил в 1949 году школу в городе Браслав.
С 1949 по 1954 учился на биолого-почвенном факультете Ленинградского университета. Специализировался на кафедре зоологии беспозвоночных. Дипломная работа была посвящена изучению многощетинковых червей Охотского моря. После окончания университета поступил в аспирантуру Зоологического института.
В 1957 году зачислен в штат лаборатории морских исследований младшим научным сотрудником. В 1959 году защитил под руководством Павла Владимировича Ушакова кандидатскую диссертацию по теме «Многощетинковые черви (Polychaeta) литорали Курильских островов».
С 1962 по 1964 годы был младшим научным сотрудником в Биологическом научно-исследовательском институте Ленинградского университета. Создал при университете лабораторию экспериментальной гидробиологии. С 1964 по 1978 годы руководил Морской биологической станцией на мысе Картеш. В 1971 году защитил докторскую диссертацию по теме «Концепция критической солености в зоологии». С 1978 года утверждён в должности старшего научного сотрудника, а с 1986 года стал главным научным сотрудником лаборатории морских исследований Зоологического института.
Владислав Вильгельмович Хлебович умер 23 февраля 2024 года.

## Научная и общественная деятельность
Областью научных интересов является изучение адаптаций живых организмов к абиотическим факторам среды. Исследует механизмы осмотической регуляции и водно-солевого обмена водных организмов. Разработал концепцию критической солёности биологических процессов. Специалист биологии и систематике многощетинковых червей. Обосновал представление о физиологических адаптациях пресноводных животных морского происхождения. Представители этой группы животных могут неограниченно долго жить в пресной воде во взрослом состоянии, но оплодотворение и личиночное развитие их происходит в воде с высокой соленостью. Предложил схему экологического районирования солоноватых вод.
Руководил подготовкой около 20 кандидатских диссертаций.
Создатель и руководитель научного семинара по проблемам клонирования, использованию молекулярно-генетических методов. Обсуждаются также вопросы изучения адаптаций организмов, видообразования и задачи зоологической систематики.
В 1993 и 1994 годах руководил российско-американскими экспедициями, в ходе которых проведены исследования арктических эстуариев. Входил в состав комплексной радиоэкологической экспедиции по изучению последствий аварии на Чернобыльской атомной электростанции. За эти работы в 1987 году он награждён Почетной грамотой, а в 1997 году — медалью «За спасение погибавших».
Один из создателей и кураторов публичных аквариумов в Санкт-Петербурге. Был главным научным консультантом научно-популярного рекламного фильма о Санкт-Петербургском океанариуме.
Участие в научных организациях:
- член Ученого совета Института
- член Научного совета РАН по гидробиологии и ихтиологии
- член советов по защите докторских диссертаций при ЗИН РАН и СПбГУ
- эксперт ВАК
- член редколлегии журнала «Успехи современной биологии»
- член центрального совета Гидробиологического общества

## Основные работы
Автор около 200 научных публикаций, в том числе 3 монографии и 2 научно-популярных книги.
Монографии
- Критическая соленость биологических процессов. — Л.: Наука, 1974. — 235 с.
- Акклимация животных организмов. — Л.: Наука, 1981. — 136 с.
- Хлебович В. В. Многощетинковые черви семейства Nereididae морей России и сопредельных вод // Фауна России и сопредельных стран. Многощетинковые черви. — Л.: Наука, 1996. — Т. 3. — 221 с. — (Новая серия № 140).

Научно-популярные книги
- Пока ещё не домашние. — М.: Агропромиздат, 1987. — 160 с. — (Научно-популярная литература). — 50 000 экз.
- Агрозоология / Ред. О. Л. Лисицына. — М.: Агропромиздат, 1991. — 176 с. — (Научно-популярная библиотека школьника). — 37 000 экз. — ISBN 5-10-001503-9.

## Награды
- Медаль «За спасение погибавших»
- Премия имени Е. Н. Павловского (2008) — за серию работ по теме «Фактор солёности в зоологии»

## Комментарии
1. ↑  Вильгельм Казимирович Хлебович (1897—?), зоолог, доцент кафедры естествознания в Даугавпилсе был 7 августа 1958 года арестован по ст. 58, п. 10 ч. 1 (антисоветская агитация) и 24 октября 1958 года осуждён Верховным судом Латвийской ССР на 2 года ИТЛ, освобождён условно-досрочно 28 марта 1960 г.[3]